# Ernest Shonekan
Ernest Adegunle Oladeinde Shonekan (Lagos, 9 maggio 1936 – Lekki, 11 gennaio 2022) è stato un politico nigeriano.

## Biografia
È stato Presidente della Nigeria per alcuni mesi nel 1993.
È stato nominato Presidente ad interim della Nigeria nell'agosto 1993 dal generale Ibrahim Babangida, dimessosi dopo la pressione subita per cedere il controllo ad un Governo democratico. L'amministrazione transitoria di Shonekan è durata solo tre mesi, dal momento che nel novembre 1993 è stato condotto un colpo di Stato guidato da Sani Abacha, che ha smantellato le istituzioni e ha ottenuto il potere militare e governativo.